# Ivo Mechels
Ivo Mechels (Deurne, 1960) is een Belgisch jurist en auteur, vooral bekend van Test-Aankoop.

## Levensloop
Voor Mechels bij Test-Aankoop aan de slag ging, werkte hij tien jaar achter de schermen in de Belgische politiek, als fractie-, studiedienst- en kabinetsmedewerker. Hij werkte op het kabinet van minister van Landsverdediging Leo Delcroix van 1992 tot 1995 en schreef mee het artikel waarmee de Belgische dienstplicht werd afgeschaft. Hij werkte sinds 1995 voor Test-Aankoop, aanvankelijk als jurist en lobbyist, later als woordvoerder van deze consumentenorganisatie.
In 2013 werd Mechels aangesteld bij Euroconsumers, de internationale consumentenkoepel boven Test-Aankoop, als directeur van het pers- en lobbydepartement, terwijl hij woordvoerder van Test-Aankoop bleef.
In 2016 werd hij algemeen directeur van Euroconsumers. In 2023 verliet hij deze post, maar bleef wel in de raad van bestuur zetelen. Datzelfde jaar werd hij verkozen als voorzitter van de Gezinsbond, een mandaat dat ingaat vanaf december.
Mechels geeft les in de richting Gezinswetenschappen aan hogeschool Odisee in Schaarbeek.
Sinds 9/12/2023 is Ivo Mechels algemeen voorzitter van de Gezinsbond.

## Eerbetoon
- 2009 - Dr. Karel Van Noppen-prijs[7]
- 2009 - VRG-Alumniprijs[8]